# セオドア・ニューカム
セオドア・ミード・ニューカム（Theodore Mead Newcomb、1903年7月24日 – 1984年12月28日）は、アメリカ合衆国の社会心理学者、大学教授、著述家。ニューカムは、大学生活が社会的、政治的信条にどのように影響するかを検討したベニントン・カレッジ調査を主導した。ニューカムはまた、面識や魅力などについて、近接性の効果がどの程度あるかを測定した最初の人物であった。ニューカムは、ミシガン大学に社会心理学専攻の博士課程を創設し、その長を務めた。
ニューカムは、社会心理学の形成期における重要な先駆者のひとりであったと評されている。

## 経歴

### 生い立ち
セオドア・ニューカムは、1903年7月24日に、オハイオ州ロック・クリーク (Rock Creek) に生まれた。父は会衆派教会の牧師であった。ニューカムは地元の小さな学校で学んだ後、クリーブランドの高校に進んだ。卒業生総代として高校を卒業した後、会衆派教会系のオーバリン大学を最優秀 (summa cum laude) の成績で卒業し、1年間だけ高校教員となった後、ユニオン神学校に学んだ。ニューカムは、神学校在学中にコロンビア大学でも学び、聖職から転向して心理学者となることを決意し、1929年にコロンビア大学でPh.D.を取得した。

### 職歴
ニューカムは、リーハイ大学 (Lehigh University)（1929年 - 1930年）、ウェスタン・リザーブ大学クリーブランド校（1930年 - 1934年）、ベニントン・カレッジ (Bennington College)（1934年 - 1941年）、ミシガン大学（1941年 - 1972年）において、研究職を歴任した。第二次世界大戦中は1942年から1945年までは、連邦通信委員会の外国語放送情報サービス (Foreign Broadcast Intelligence Service) をはじめ、戦略情報曲 (Office of Strategic Services)、米国戦略爆撃調査団などで軍務に就いていた。
戦後、復員した直後から、ニューカムはミシガン大学にサーベイ調査センターを創設し、これが後に社会調査研究所 (the Institute for Social Research) に発展した。ニューカムはまた、ミシガン大学に社会心理学専攻の博士課程を創設し、1947年から1953年まで、その代表を務めた。

### ベニントン・カレッジ調査
ニューカムは、1935年から1939年にかけて、当時女子大学だった勤務校のベニントン・カレッジにおいて、大学生活を通して生じる学生たちの態度や信条の変化について研究した、通称「ベニントン・カレッジ調査」を主導した。この研究は、青年期後期の社会的、政治的信条の発達における、準拠集団の重要性に焦点を当てたものであった。この調査はまた、集団の構成員たちに、それぞれの信条について、ある程度の時間をかけて何度も繰り返し尋ねるという大規模なインタビュー調査を実施した最初の調査事例であった。 
理論的に予測された結果のひとつは、互いに好感を持っている人々の間では、接触の機会が増えてゆき、相互に関心をもっている主題について意見の一致が拡大するだろう、というものであった。しかし、ニューカムのデータを後に再分析したワックマン (Wackman) によれば、知り合って関係が深まる過程で起こる大きな変化は、相手の立場についての理解の正確さの増大であって、意見の一致やバランスが増大するわけではなかったとされる。
ニューカムは、近接性の原理 (proximity principle) を含め、面識や魅力に関する要因についても調査している。ある研究では、ニューカムは無作為に選ばれたルームメイトたちに注目し、ルームメイトとなった者同士は友人関係になる可能性が高いことを見いだした 。
ニューカムは、共同研究者たちとともに、その後も「ベニントン・カレッジ調査」の対象者への継続的なインタビュー調査に取り組んだ。

### A-B-Xモデル
ニューカムは、1950年代に、2人の人物（AとB）の関係性における特定の主題（X）をめぐる認知的相互作用のシステムを理解するモデルとして、いわゆる「A-B-Xモデル」を提案して様々な検討を進めた。

### 栄誉
ニューカムは、1955年から1956年にかけてアメリカ心理学会会長と務めたほか、学会での要職を歴任し、1957年にはアメリカ芸術科学アカデミー会員、1974年には米国科学アカデミー会員に選出された。
また、アメリカ社会学会 (American Sociological Association) をはじめ、様々な学会から各種の省を授与された。

### 家族と死
ニューカムは、ウェスタン・リザーブ大学に在職していた1931年8月27日にオーバリン大学と縁の深い一族の出身であったメアリ・E・シバード (Mary E. Shipherd) と結婚し、やがて1男2女をもうけた。
ニューカムは、1984年にミシガン州アナーバーの自宅で死去した。ニューカムは、死去の3週間前に、心臓発作に倒れていた

## おもな著書
- （Gardner Murphy, Lois Barclay Murphy との共著）Experimental social psychology (1937), Harper & Brothers
  - Murphy夫妻による同名の教科書 (1931) の全面改訂版[17]
- Personality and Social Change (1943), Hinsdale, Il.: Dryden Press.
- Social Psychology (1950), Hinsdale, Il.: Dryden Press.
  - 日本語訳：森東吾、万成博 共訳、社会心理学、培風館、1956年
- （K. Koenig, R. Flacks, and D. Warwick との共著）Persistence and Change: Bennington College and Its Students After 25 Years (1967). New York: John Wiley and Sons.
- （K. A. Feldman との共著）Impact of College on Students, vols. I and 11 (1968), San Francisco: Jossey-Bass.
- The aquaintanceship process (1961). New York: Holt, Rinehart & Winston.

### 自伝
- The love of ideas. Autobiographical statement. Society 17(6):76-82